# Eric XII Magnusson
Erik Magnusson (1339-1359) conegut també com a Eric XII de Suècia. Duc d'Escània,
co-rrei de Suècia de 1356 a 1359. Fill primigeni del rei Magnus II Eriksson de Suècia i Noruega i Blanca de Namur. Fou rival del seu pare, amb el que arribà a governar de manera conjunta. Es casà amb Beatriu de Baviera, filla de Lluís IV de Baviera.
Fou proclamat hereu al tron de Suècia el 1344, i havent cedit Magnus el regne de Noruega al seu fill petit Haakon el 1355, Erik reclamà els seus drets al tron de Suècia (1356) i llità contra el seu pare i el favorit d'aquest Bengt Algotsson (Benedicto, duque de Halland, l'home més poderós del regne, al que derrotà Erik i imposà al seu pare el tractat de Jonkoping de 1357, pel qual va obtenir gran part del regne.
Abandonat Magnus pels seus partidaris, cercà refugi en la cort de Dinamarca, el qual rei, Valdemar III, s'apoderà de diverses fortaleses de l'Ercania i de Lister, i restablí en Magnus en el tron. Reconciliats pare i fill, aquest morí al cap de poc temps, el mateix dia que la seva esposa Beatriu de Brandenburg i els seus dos fills, víctimes segons es va suposar d'un verí subministrat per la seva mare Blanca de Namur; però és més probable que la verdadera causa fos la epidèmia que en aquella època envaí els Estats escandinaus.